# 札幌市立星置東小学校
札幌市立星置東小学校（さっぽろしりつほしおきひがししょうがっこう）は、北海道札幌市手稲区星置にある公立小学校。

## 概要
設立年月日： 1993年（平成5年）4月1日
開校記念日は11月1日である
職員数・26名。（平成20年5月現在）児童数・406名（男子200名、女子206名）。学級数・15学級（含 特別支援学級 2学級）。
学校教育目標は「生活を創る力をもった子供の育成」で、この目標を達成するため、「たくましい体と強い意志を育てる（たくましい子）」、「自然や人間を愛する豊かな心を育てる（心美しい子）」、「創造的な知性を育てる（すすんで学ぶ子）」の三本柱を掲げている。
学校経営の方針は「ほほえみとかがやきに満ちた学校」で、重点目標は「より豊かな生活をめざして自ら高まろう、ともに創ろうとする学校の創造」である。

## その他
- 札幌市教育委員会の事業である「札幌市学校図書館地域開放事業」の指定校となっている。